# Chemin de Cayras
Pour les articles homonymes, voir Cayras.
Le chemin de Cayras (en occitan : camin de Cairas) est une voie de Toulouse, chef-lieu de la région Occitanie, dans le Midi de la France.

## Situation et accès

### Description
Le chemin de Cayras est une voie publique. Il se trouve dans le quartier de Malepère.
Il correspond à l'ancien chemin vicinal no 78, de la route de Labège à Saint-Orens-de-Gameville (actuels chemins de Malepère et de Cayras). Il est par la suite absorbé par la route départementale 54, qui va de la route de Revel, à Toulouse, jusqu'à Bélesta-en-Lauragais, à la limite du département de l'Aude. En 2017, la gestion de la partie de la route départementale 54 qui se trouve sur le territoire de Toulouse Métropole lui est concédée comme route métropolitaine.
Il naît perpendiculairement à la route de Revel, dans le prolongement du chemin de Malepère. Il est orienté, dans sa première partie, au nord-est. Après avoir franchi la rivière de la Marcaissonne, il reçoit au niveau d'un vaste carrefour giratoire l'avenue de Gameville, à gauche, et l'avenue Laure-Delerot, à droite. Il suit ensuite un parcours relativement tortueux, obliquant progressivement à l'est. Il se termine en recevant le chemin des Tuileries, à la limite communale de Saint-Orens-de-Gameville. Il est prolongé à l'est par la route de Cayras.
La chaussée compte une voie de circulation automobile dans chaque sens. Elle appartient à une zone 30 et la vitesse y est limitée à 30 km/h. Il n'existe pas d'aménagement cyclable.

### Voies rencontrées
Le chemin de Cayras rencontre les voies suivantes, dans l'ordre des numéros croissants (« g » indique que la rue se situe à gauche, « d » à droite) :
1. Route de Revel
2. Avenue de Gameville (g)
3. Avenue Laure-Delerot (d)
4. Chemin des Tuileries (g)
5. Route de Cayras - Saint-Orens-de-Gameville (d)

## Odonymie
Le chemin tient son nom du village de Cayras auquel il aboutit. En 1790, les trois communautés de Cayras, Gameville et Lantourville furent réunies pour former la commune de Saint-Orens-de-Gameville.

## Patrimoine et lieux d'intérêt

### Maisons
- no  31 : ferme.